# Liga Insular de Santo Antão (Zona Sul) de 2014–15
O Liga Regional (ou Insular) de Santo Antão (Zona Sul) de 2014-15 foi a epoca de Associação Regional de Futebol de Zona Sul de Santo Antão (ARFZSSA), competição de futebol.  Apenas seis clubes participado na temporada.  O epoca futeboilsta foi arrancado em 8 de novembro.
O campeão do torneio foi o Associação Académica do Porto Novo conqustou o nove e título recentemente é jogar em Campeonato Cabo-Verdiano de Futebol de 2014.

## Clubes
- Associação Académica do Porto Novo
- Inter
- Lajedos ou Lagedos
- Maritimo
- Sanjoanense
- Sporting
- Tarrafal FC de Monte Trigo - novo clube

### Clubes não participado na temporada
- Fiorentina
- Santo André

## Resumo da Temporada
A edição 2014-15 da Campeonato Regional (ou Insular) teve o Associação Académica do Porto Novo.

### Classificação Final
| # | Equipa                             | J  | V  | E | D | GP | GC | SG  | Pts | Classificação                                                |
| - | ---------------------------------- | -- | -- | - | - | -- | -- | --- | --- | ------------------------------------------------------------ |
| 1 | Associação Académica do Porto Novo | 12 | 10 | 2 | 0 | 41 | 5  | +36 | 32  | Qualificado para Campeonato Cabo-Verdiano de Futebol de 2014 |
| 2 | Marítimo                           | 12 | 10 | 0 | 2 | 23 | 8  | +15 | 30  |                                                              |
| 3 | Sanjoanense                        | 12 | 6  | 2 | 4 | 21 | 19 | +2  | 20  |                                                              |
| 4 | Sporting Clube do Porto Novo       | 12 | 4  | 1 | 7 | 14 | 22 | −8  | 13  |                                                              |
| 5 | Tarrafal FC de Monte Trigo         | 12 | 3  | 1 | 8 | 18 | 23 | −5  | 10  |                                                              |
| 6 | Lagedos                            | 12 | 3  | 0 | 9 | 8  | 28 | −20 | 9   |                                                              |
| 7 | Inter FC                           | 12 | 2  | 2 | 8 | 11 | 31 | −20 | 8   |                                                              |

Fonte: [carece de fontes?]
Regras para classificação: 1º pontos; 2º saldo de gols; 3º gols pró.
(C) = Campeão; (R) = Rebaixado; (P) = Promovido; (O) = Vencedor do play-off; (A) = Classificado para a próxima fase. 
Somente aplicável se a temporada não tiver terminado: 
(Q) = Classificado para a fase do torneio indicada; (TQ) = Classificado para o torneio, mas não para a fase indicada; (DQ) = Desclassificado do torneio.

## Jogos
| Sanjoanense | 2 - 3 | Lajedos              | 10 de janeiro |
| Marítimo    | 2 - 1 | Tarrafal Monte Trigo | 10 de janeiro |
| Inter       | 1 - 7 | Académica Porto Novo | 11 de janeiro |

| Académica Porto Novo | 2 - 0 | Marítimo    | 17 de janeiro |
| Sporting Porto Novo  | 3 - 2 | Inter       | 17 de janeiro |
| Tarrafal Monte Trigo | 1 - 2 | Sanjoanense | 18 de janeiro |

| Lajedos     | 1 - 2 | Tarrafal Monte Trigo | 24 de janeiro |
| Sanjoanense | 1 - 1 | Académica Porto Novo | 24 de janeiro |
| Marítimo    | 1 - 0 | Sporting Porto Novo  | 25 de janeiro |

| Inter                | 1 - 2 | Marítimo    | 31 de janeiro |
| Sporting Porto Novo  | 1 - 2 | Sanjoanense | 31 de janeiro |
| Académica Porto Novo | 5 - 0 | Lajedos     | 1 de janeiro  |

| Tarrafal Monte Trigo | 0 - 2 | Académica Porto Novo | 7 de fevereiro |
| Lajedos              | 1 - 2 | Sporting Porto Novo  | 7 de fevereiro |
| Sanjoanense          | 1 - 1 | Inter                | 8 de fevereiro |

| Marítimo            | 3 - 0 | Sanjoanense          | 14 de fevereiro |
| Inter               | 1 - 0 | Lajedos              | 14 de fevereiro |
| Sporting Porto Novo | 1 - 3 | Tarrafal Monte Trigo | 15 de fevereiro |

| Académica Porto Novo | 4 - 2 | Sporting Porto Novo | 21 de fevereiro |
| Tarrafal Monte Trigo | 1 - 2 | Inter               | 21 de fevereiro |
| Lajedos              | 0 - 1 | Marítimo            | 22 de fevereiro |

| Marítimo             | 4 - 0 | Lajedos             | 28 de fevereiro |
| Académica Porto Novo | 3 - 0 | Inter               | 28 de fevereiro |
| Sanjoanense          | 2 - 0 | Sporting Porto Novo | 1 de março      |

| Lajedos             | 1 - 0 | Inter                | 6 de março |
| Sanjoanense         | 4 - 1 | Tarrafal Monte Trigo | 7 de março |
| Sporting Porto Novo | 0 - 3 | Académica Porto Novo | 7 de março |

| Marítimo             | 3 - 1 | Inter                | 14 de março |
| Sporting Porto Novo  | 1 - 0 | Lajedos              | 14 de março |
| Académica Porto Novo | 1 - 1 | Tarrafal Monte Trigo | 15 de março |

| Académica Porto Novo | 4 - 0 | Sanjoanense | 21 de março |
| Tarrafal Monte Trigo | 1 - 2 | Lajedos     | 21 de março |
| Sporting Porto Novo  | 1 - 2 | Marítimo    | 22 de março |

| Inter                | 0 - 0 | Sporting Porto Novo | 28 de março |
| Tarrafal Monte Trigo | 0 - 2 | Marítimo            | 28 de março |
| Lajedos              | 0 - 1 | Sanjoanense         | 29 de março |

| Lajedos     | 0 - 8 | Académica Porto Novo | 11 de abril |
| Sanjoanense | 1 - 3 | Marítimo             | 11 de abril |
| Inter       | 1 - 5 | Tarrafal Monte Trigo | 12 de abril |

| Tarrafal Monte Trigo | 2 - 3 | Sporting Porto Novo  | 18 de abril |
| Inter                | 1 - 5 | Sanjoanense          | 18 de abril |
| Marítimo             | 0 - 1 | Académica Porto Novo | 19 de abril |

## Evolução dos posições
| Clube / Semana       | 01 | 02 | 03 | 04 | 05 | 06 | 07 | 08 | 09 | 10 | 11 | 12 | 13 | 14 |
| -------------------- | -- | -- | -- | -- | -- | -- | -- | -- | -- | -- | -- | -- | -- | -- |
| Académica P.N.       | 1  | 1  | 1  | 1  | 1  | 1  | 1  | 1  | 1  | 1  | 1  | 2  | 2  | 1  |
| Inter                | 7  | 7  | 7  | 7  | 7  | 6  | 4  | 4  | 4  | 6  | 7  | 6  | 7  | 7  |
| Lajedos              | 2  | 2  | 4  | 6  | 6  | 7  | 7  | 7  | 7  | 7  | 5  | 5  | 6  | 6  |
| Marítimo             | 3  | 5  | 2  | 2  | 2  | 2  | 2  | 2  | 2  | 2  | 2  | 1  | 1  | 2  |
| Sanjoanense P.N.     | 5  | 4  | 3  | 3  | 3  | 3  | 3  | 3  | 3  | 3  | 3  | 3  | 3  | 2  |
| Sporting P.N.        | 4  | 3  | 5  | 4  | 4  | 5  | 6  | 6  | 6  | 4  | 4  | 4  | 5  | 4  |
| Tarrafal Monte Trigo | 6  | 6  | 6  | 5  | 5  | 4  | 5  | 5  | 5  | 5  | 6  | 7  | 4  | 5  |

| Venceador Associação Académica do Porto Novo 9a título |

## Estadísticas
- Melhor vitória:: Lajedos 0-8 Académica do Porto Novo (11 de abril)